# Liste der Orte in der kreisfreien Stadt Zweibrücken
Die Liste der Orte in der kreisfreien Stadt Zweibrücken listet den Hauptort und die 56 amtlich benannten Gemeindeteile (Ortsbezirke, Wohnplätze und sonstige Gemeindeteile) der kreisfreien Stadt Zweibrücken auf.
Es handelt sich dabei um das amtliche Verzeichnis der Gemeinden und Gemeindeteile und setzt sich zusammen aus dem vom Statistischen Landesamt Rheinland-Pfalz geführten amtlichen Namensverzeichnis der Gemeinden und dem vom Landesamt für Vermessung und Geobasisinformation Rheinland-Pfalz geführten amtlichen Verzeichnis der Gemeindeteile.
Damit gibt die Liste einen Einblick in die historischen und geografischen Strukturen im heutigen Stadtgebiet von Zweibrücken: Sie nennt historische Gemeinden einschließlich ihrer vom Hauptort abgegrenzten Gemeindeteile, die noch heute sowohl in der amtlichen Statistik als auch auf amtlichen topografischen Karten mit ihren Namen dargestellt werden. Die Gliederung der Stadt Zweibrücken in Stadtteile folgt nicht an allen Stellen der amtlichen Gliederung; sie wird von den Gremien der Stadt für die eigenen Zwecke festgelegt.

## Liste der Orte
Die kreisfreie Stadt Zweibrücken mit dem Hauptort Zweibrücken und den amtlichen Gemeindeteilen:
- Zweibrücken
  - Bombacherhof
  - Deileisterhof
  - Dibeliushof
  - Fasanerie
  - Freudenbergerhof
  - Friedrichsruhe
  - Galgenberghof
  - Kirchberghof
  - Mühltalerhof
  - Nonnenbusch
  - Rinckenhof
  - Rothenbergerhof
  - Schangenhof
  - Tschifflick
  - Tschifflicker Dell

- Bubenhausen
  - Sturzenhof
  - Waldfriedhof Zweibrücken
  - Wolfsachterhof

- Ernstweiler

- Hengstbach (Ortsbezirk)
  - Bickenaschbachermühle
  - Glockenhof
  - Hengstbachermühle
  - Wahlerhof

- Ixheim
  - An der Bickenalb
  - Berghauserhof
  - Birkhausen
  - Langentalhof
  - Trifthof

- Mittelbach (Ortsbezirk)
  - Lindenhof
  - Rechentalerhof

- Mörsbach (Ortsbezirk)
  - Am Rechenbach
  - Heilbachhof

- Niederauerbach
  - Am Tannenblick
  - Gersbergerhof
  - Riedersbornhof
  - Seiterswalderhof
  - Tannenblick

- Oberauerbach (Ortsbezirk)
  - In den Langenwiesen

- Rimschweiler (Ortsbezirk)
  - Alsterhof
  - Bornäckerhof
  - Heidelbingerhof
  - Langheckerhof
  - Lerchenhof

- Wattweiler (Ortsbezirk)
  - Buchenwaldhof
  - Dellenhof
  - Kettersbergerhof
  - Mölschbacherhof